# 今生也請多指教
《今生也請多指教》，：／，英語：）是一部韓國網路漫畫，由漫畫家李惠所繪。2021年底，今生也請多指教將翻拍成韓國電視劇。故事是講述帶著前十七世所有記憶重生的「尹珠媛」在第十八次人生遇到了讓她想再次戀愛的的人「文瑞夏」，但因車禍導致尹珠媛死亡，她在臨死前不再祈禱不要再想起前世的記憶，而這一次她祈禱的是再下一世也要記得"文瑞夏"，在第十九次人生以「潘知音」身份開啟了尋找文瑞夏和他們相遇之後發生的愛情故事。